# Abbé Libansky
Abbé Libansky, vlastním jménem Jaroslav Libánský, (* 15. května 1952, Praha) je český fotograf, výtvarný umělec a signatář Charty 77.

## Život
Narodil se v Praze a studoval na lesnické škole v Písku. Později studoval teologii. Jako signatář Charty 77 a jeden z představitelů domácí undergroundové scény byl roku 1982 v rámci akce Asanace donucen emigrovat do Rakouska. Mimo fotografickou činnost se věnuje tvorbě landartových projektů. Například vystavěl podél česko-rakouské hranice 250 bust Edvarda Beneše.
V současné době žije ve Vídni a ve Slavonicích, kde provozuje MASNA Gallery.